# Prince of Persia: Piaski czasu
Prince of Persia: Piaski czasu – komputerowa gra zręcznościowa wyprodukowana przez Ubisoft Montreal i wydana przez Ubisoft 4 listopada 2003, kontynuująca przygody księcia Persji. Gra została wydana na platformy PC, PlayStation 2, GameCube, Xbox, PlayStation 3 oraz Game Boy Advance.

## Fabuła
Król Sharaman, władca Babilonu, wreszcie odnalazł sposób na pokonanie Maharadży. Pozyskał wezyra swojego wroga, który ma dokonać sabotażu ułatwiając tym samym inwazję wojska. Zdrajca w zamian oczekuje tylko jednej rzeczy ze skarbca Maharadży – obiektem pożądania jest klepsydra czasu – potężny artefakt posiadający niezwykłą moc. W końcowej fazie oblężenia i pacyfikacji wojsk Maharadży, arogancki Książę udaje się do skarbca pokonanego władcy, gdzie zdobywa Sztylet Czasu, broń niezbędną do otworzenia klepsydry. Gdy zwycięski król widzi klepsydrę czasu postanawia podarować ją Sułtanowi Azadu. W pałacu Sułtana wezyr podpuszcza księcia do otwarcia klepsydry, która okazuje się być narzędziem zagłady i sposobem uzyskania przez zdrajcę nieśmiertelności. Wszyscy wokół zmieniają się w piaskowe demony, a Książę ze sztyletem w dłoni musi ratować się ucieczką. Odkrywa, że sztylet posiada moc manipulowania czasem, a do pomocy pozyskuje Farah, córkę pokonanego Maharadży, która nie zmieniła się w piaskową bestię ze względu na jej talizman (Amulet Czasu). I choć Farah przez cały czas chce odzyskać Sztylet, zostają zgodnym duetem, zarówno w pokonywaniu dalszej drogi jak i przeciwników.
Jednym z tych przeciwników, zostaje ojciec naszego bohatera. Zmieniony w Bestię Czasu zamierza zabić własnego syna, który rozdarty pomiędzy uczuciem a wolą przetrwania, ostatecznie uświadamia sobie, że to już nie jego ojciec, a jedynie jego ciało i pokonuje go.
Pozbawiony już jakichkolwiek skrupułów przebija się przez kolejne hordy przeciwników i kolejne pułapki. Wszędzie pomaga mu Farah, więc ich przyjaźń kwitnie. Niedługo także odnajduje drugi, potężniejszy miecz, który z łatwością przebija ściany i skórę przeciwników. Uciekając po wielkiej walce Farah przechodzi przez dziurę w ścianie oddalając się od Księcia. Ten, zeskakując po zwalonym moście dostaje się do podziemi, gdzie ciągle nękają go myśli na temat ich dwojga. Cały czas znajduje niewielkie skupiska Piasków Czasu. Wysysając je, Sztylet staje się potężniejszy.
Gdy odnajduje swą towarzyszkę, od razu wplątują się w bitwę. Oboje cieszą się ze spotkania. Do tego Książę słyszy jak Farah nazywa go „ukochanym”. W Bibliotece odnajdują trzeci miecz. Wychodząc przez planetarium Książę dostaje się na most, który zawala się. Spada do Więzienia, z którego wydostaje się i dołącza szybko do Farah. Odnajdują Klepsydrę czasu na czubku jednej z wież. Jednak nasz bohater waha się przy otworzeniu jej, wtedy niespodziewanie pojawia się wezyr, rzuca czar i strąca księcia z towarzyszką daleko pod ziemię- do grobowców. Bohater doznaje niezwykłego snu-
Farah opowiada, jak jej matka w jednych ze swych opowiada o magicznym słowie (kakolookiyam), które ma wypowiedzieć w razie kłopotów. Gdy robi to, otwiera się sarkofag. Błądząc, dociera do Łaźni, gdzie spotyka swą towarzyszkę. Ta, wykorzystując nieuwagę Księcia kradnie mu broń, w tym Sztylet Czasu.
Gdy książę się budzi i dowiaduje się, że nie ma broni, próbuję dostać nową, aż wreszcie znajduje najlepszą, jaką miał. Rusza w pościg za Farah, gdy ją odnajduje, ta walczy już z potworami i gdy już prawie umiera książę ratuję ją. Ta przez nieuwagę spada w przepaść, lecz w ostatniej sekundzie chwyta się wbitego sztyletu czasu nasz bohater próbuję ją wciągnąć lecz zamiast tego się okalecza a Farah spada. Książę wściekły atakuje przeciwników, a po dokonaniu na nich masakry, schodzi na dół i płacze nad ciałem Farah.
Książę szybko idzie do klepsydry, już ma wbijać sztylet gdy pokazuje się Wezyr, który zaczyna namawiać księcia, by zaprzestał tego co robi. Próbuje omamić go wizją potęgi i władzy jakiej człowiek nie widział. Lecz ten go nie słucha i wbija sztylet czasu do klepsydry przez co cofa się czas.
Akcja cofa się do nocy przed napadem na pałac Maharadży. Książę budzi się ze sztyletem czasu w dłoni i postanawia wedrzeć się do komnaty Farah. Ta jednak nie poznaje go, gdyż w efekcie cofnięcia czasu, nigdy się nie spotkali. W komnacie Farah pojawia się również Wezyr, który próbuje odebrać Księciu sztylet. Po długiej i nierównej walce, Książę z trudem pokonuje go. Zwyciężywszy Wezyra, Książę oddaje Farah sztylet i odchodzi wypowiadając tajemnicze słowo „kakolookiyam”, wprawiając dziewczynę w osłupienie.

### Kontynuacja fabuły
Między czasem akcji Piasków czasu, a Duszy wojownika istnieje duża przerwa. W ciągu tej przerwy Książę jest nieustannie nękany przez starożytną bestię, strażnika czasu – Dahakę. Jest on strażnikiem linii czasu, który chce go ukarać za użycie piasków i zmienienie biegu linii czasu. Farah dalej mieszka ze swym ojcem, a Maharadża planuje przypuścić atak na Babilon.
W roku 2010 powstał interquel Zapomniane piaski, który chronologicznie następuje po wydarzeniach gry Piaski czasu. Fabuła nie odnosi się jednak do konsekwencji zmiany swojego przeznaczenia, lecz ukazuje podróż Księcia do zamku swojego brata, Malika.

## Ogólne wykonanie
Podstawowym założeniem było dopracowanie charakterystycznych dla pierwowzoru walk i animacji. Animacja została bardzo wysoko oceniona przez krytykę, zaś oprawa graficzna prezentowała bardzo wysoki poziom. Gracze docenili tekstury, które, mimo iż nie były w wysokiej rozdzielczości, ich zdaniem dobrze oddawały nastrój Baśni z tysiąca i jednej nocy. W grze zastosowano filtrowe rozmycie obrazu.
Zgodnie z obowiązującymi standardami, gra obsługuje dźwięk przestrzenny – w przypadku Xboksa jest to format Dolby Digital 5.1. Muzyka została skomponowana na podstawie kanonów Bliskiego Wschodu.

## Polska wersja
Prince of Persia: Piaski czasu został wydany w pełnej polskiej wersji językowej przez Cenegę. Dubbing zyskał różne opinie. Kolejna część została spolszczona jedynie za pomocą napisów (prawdopodobnie ze względu na mroczny nastrój rozgrywki i/lub postać Kaileeny, w oryginale odgrywaną przez Monicę Bellucci), za to w następnej powrócił dubbing, lecz żaden z polskich aktorów nie powtórzył tam swojego występu. Lokalizacja Dwóch tronów została doceniona specjalną nagrodą strony Imperium Gier.

### Obsada
- Książę – Maciej Balcar[6]
- Farah – Agnieszka Fajlhauer
- Wezyr/Sułtan – Zbigniew Konopka

## Remake
Początkowo w 2021 roku miał zostać wydany remake gry, lecz wydanie zostało bardzo opóźnione. Gra została opracowana od zera na podstawie oryginalnej edycji. Remake ma zawierać ulepszone efekty wizualne, zaktualizowane sterowanie czy nowy podkład głosowy - w tytułowego bohatera ponownie wcieli się aktor Yuri Lowenthal, który użyczał mu głosu w pierwowzorze z 2003 roku. Gra ma funkcjonować na silniku AnvilNext Engine. Prince of Persia: Piaski czasu Remake trafi na PC, PlayStation 4 i Xbox One, gra również może być kompatybilna z PlayStation 5 i Xbox Series X/S